# Großer Preis von Kanada 1981
Der Große Preis von Kanada 1981 (offiziell XX Grand Prix du Canada) fand am 27. September auf dem Circuit Île Notre Dame in Montreal statt und war das 14. Rennen der Formel-1-Weltmeisterschaft 1981.

## Berichte

### Hintergrund
Nach dem Großen Preis von Italien kündigte der amtierende Weltmeister Alan Jones an, seine Formel-1-Karriere zum Ende der Saison zu beenden. Gleiches wurde auch von Mario Andretti erwartet. Unterdessen war Niki Lauda, der bereits 1979 zurückgetreten war, bei geheimen Testfahrten für McLaren in Donington beobachtet worden, sodass erste Gerüchte über ein Comeback des Österreichers aufkamen.
Siegfried Stohr beendete seine Rennfahrerlaufbahn mit sofortiger Wirkung und wurde daraufhin bei Arrows durch Jacques Villeneuve senior, den Bruder von Gilles Villeneuve und Onkel des späteren Formel-1-Weltmeisters Jacques Villeneuve, ersetzt.

### Training
Die beiden Hauptkonkurrenten im Kampf um den WM-Titel, Nelson Piquet und Carlos Reutemann, qualifizierten sich für die erste Startreihe vor Jones und Alain Prost. Die dritte Reihe wurde von Nigel Mansell und Héctor Rebaque gebildet.
Da es im Gegensatz zu den beiden Trainingstagen am Tag des Rennens stark regnete, wurde ausnahmsweise ein zusätzliches freies Training vor dem Rennen durchgeführt, damit die Piloten sich und ihre Fahrzeuge auf die veränderten Bedingungen einstellen konnten.

### Rennen
Bei heftigem Regen übernahm der von Rang drei aus gestartete Jones sofort die Führung. Um eine Kollision mit seinem Teamkollegen zu vermeiden, musste der vom zweiten Platz aus gestartete Reutemann vom Gas gehen, wodurch er drei weitere Plätze an Piquet, Prost sowie Elio de Angelis verlor. Weiter hinten im Feld löste Villeneuve einen Dreher von René Arnoux aus, der dadurch ausschied.
Bis zur siebten Runde kämpfte sich Villeneuve bis auf den dritten Rang nach vorn. Dies wurde unter anderem dadurch begünstigt, dass sich Jones in der sechsten Runde drehte und Piquet durch ein abruptes Ausweichmanöver mehrere Plätze verlor. Prost führte dadurch zunächst vor Jacques Laffite, bis dieser in Runde 13 die Spitze übernahm. Prost fiel während der folgenden zwei Runden hinter Villeneuve und John Watson auf den vierten Platz zurück.
In der 38. Runde wurde Villeneuve von Watson überholt. An der Reihenfolge der Podestplatzierten änderte sich daraufhin nichts mehr. Hinter ihnen erreichten Bruno Giacomelli, Piquet und de Angelis das Ziel, als das Rennen nach 63 Runden vorzeitig abgebrochen wurde, da die zulässige Höchstzeit von zwei Stunden erreicht war.
Laffites Sieg stellte sich als der vorerst letzte Erfolg für Ligier bis zum Großen Preis von Monaco 1996 heraus.
Reutemann reiste mit lediglich einem Punkt Vorsprung vor Piquet zum Saisonfinale nach Las Vegas.

## Meldeliste
| Team                           | Nr. | Fahrer             | Chassis         | Motor                    | Reifen |
| ------------------------------ | --- | ------------------ | --------------- | ------------------------ | ------ |
| TAG Williams Team              | 01  | Alan Jones         | Williams FW07C  | Ford Cosworth DFV 3.0 V8 | G      |
| TAG Williams Team              | 02  | Carlos Reutemann   | Williams FW07C  | Ford Cosworth DFV 3.0 V8 | G      |
| Tyrrell Racing Team            | 03  | Eddie Cheever      | Tyrrell 011     | Ford Cosworth DFV 3.0 V8 | A      |
| Tyrrell Racing Team            | 04  | Michele Alboreto   | Tyrrell 011     | Ford Cosworth DFV 3.0 V8 | A      |
| Parmalat Racing Team           | 05  | Nelson Piquet      | Brabham BT49C   | Ford Cosworth DFV 3.0 V8 | G      |
| Parmalat Racing Team           | 06  | Héctor Rebaque     | Brabham BT49C   | Ford Cosworth DFV 3.0 V8 | G      |
| Marlboro McLaren International | 07  | John Watson        | McLaren MP4/1   | Ford Cosworth DFV 3.0 V8 | M      |
| Marlboro McLaren International | 08  | Andrea de Cesaris  | McLaren MP4/1   | Ford Cosworth DFV 3.0 V8 | M      |
| Team ATS                       | 09  | Slim Borgudd       | ATS D5          | Ford Cosworth DFV 3.0 V8 | A      |
| John Player Team Lotus         | 11  | Elio de Angelis    | Lotus 87        | Ford Cosworth DFV 3.0 V8 | G      |
| John Player Team Lotus         | 12  | Nigel Mansell      | Lotus 87        | Ford Cosworth DFV 3.0 V8 | G      |
| Ensign Racing                  | 14  | Eliseo Salazar     | Ensign N180B    | Ford Cosworth DFV 3.0 V8 | A      |
| Équipe Renault Elf             | 15  | Alain Prost        | Renault RE30    | Renault EF1 1.5 V6t      | M      |
| Équipe Renault Elf             | 16  | René Arnoux        | Renault RE30    | Renault EF1 1.5 V6t      | M      |
| March Grand Prix Team          | 17  | Derek Daly         | March 811       | Ford Cosworth DFV 3.0 V8 | A      |
| Fittipaldi Automotive          | 20  | Keke Rosberg       | Fittipaldi F8C  | Ford Cosworth DFV 3.0 V8 | P      |
| Fittipaldi Automotive          | 21  | Chico Serra        | Fittipaldi F8C  | Ford Cosworth DFV 3.0 V8 | P      |
| Marlboro Team Alfa Romeo       | 22  | Mario Andretti     | Alfa Romeo 179D | Alfa Romeo 1260 3.0 V12  | M      |
| Marlboro Team Alfa Romeo       | 23  | Bruno Giacomelli   | Alfa Romeo 179C | Alfa Romeo 1260 3.0 V12  | M      |
| Équipe Talbot Gitanes          | 25  | Patrick Tambay     | Ligier JS17     | Matra MS81 3.0 V12       | M      |
| Équipe Talbot Gitanes          | 26  | Jacques Laffite    | Ligier JS17     | Matra MS81 3.0 V12       | M      |
| Scuderia Ferrari SpA SEFAC     | 27  | Gilles Villeneuve  | Ferrari 126CK   | Ferrari 021 1.5 V6t      | M      |
| Scuderia Ferrari SpA SEFAC     | 28  | Didier Pironi      | Ferrari 126CK   | Ferrari 021 1.5 V6t      | M      |
| Ragno Arrows Beta Racing Team  | 29  | Riccardo Patrese   | Arrows A3B      | Ford Cosworth DFV 3.0 V8 | P      |
| Ragno Arrows Beta Racing Team  | 30  | Jacques Villeneuve | Arrows A3B      | Ford Cosworth DFV 3.0 V8 | P      |
| Osella Squadra Corse           | 31  | Beppe Gabbiani     | Osella FA1B     | Ford Cosworth DFV 3.0 V8 | M      |
| Osella Squadra Corse           | 32  | Jean-Pierre Jarier | Osella FA1C     | Ford Cosworth DFV 3.0 V8 | M      |
| Theodore Racing Team           | 33  | Marc Surer         | Theodore TY01   | Ford Cosworth DFV 3.0 V8 | A      |
| Candy Toleman Motorsport       | 35  | Brian Henton       | Toleman TG181   | Hart 415T 1.5 L4t        | P      |
| Candy Toleman Motorsport       | 36  | Derek Warwick      | Toleman TG181   | Hart 415T 1.5 L4t        | P      |

## Klassifikationen

### Qualifying
| Pos. | Fahrer             | Konstrukteur    | Qualifikationstraining 1 | Qualifikationstraining 1 | Qualifikationstraining 2 | Qualifikationstraining 2 | Start |
| Pos. | Fahrer             | Konstrukteur    | Zeit                     | Ø-Geschwindigkeit        | Zeit                     | Ø-Geschwindigkeit        | Start |
| ---- | ------------------ | --------------- | ------------------------ | ------------------------ | ------------------------ | ------------------------ | ----- |
| 01   | Nelson Piquet      | Brabham-Ford    | 1:29,211                 | 177,960 km/h             | 1:29,537                 | 177,312 km/h             | 01    |
| 02   | Carlos Reutemann   | Williams-Ford   | 1:29,601                 | 177,186 km/h             | 1:29,359                 | 177,665 km/h             | 02    |
| 03   | Alan Jones         | Williams-Ford   | 1:29,728                 | 176,935 km/h             | 1:29,781                 | 176,830 km/h             | 03    |
| 04   | Alain Prost        | Renault         | 1:31,629                 | 173,264 km/h             | 1:29,908                 | 176,581 km/h             | 04    |
| 05   | Nigel Mansell      | Lotus-Ford      | 1:32,233                 | 172,129 km/h             | 1:29,997                 | 176,406 km/h             | 05    |
| 06   | Héctor Rebaque     | Brabham-Ford    | 1:31,545                 | 173,423 km/h             | 1:30,182                 | 176,044 km/h             | 06    |
| 07   | Elio de Angelis    | Lotus-Ford      | 1:31,212                 | 174,056 km/h             | 1:30,231                 | 175,948 km/h             | 07    |
| 08   | René Arnoux        | Renault         | 1:34,151                 | 168,623 km/h             | 1:30,232                 | 175,946 km/h             | 08    |
| 09   | John Watson        | McLaren-Ford    | 1:31,617                 | 173,287 km/h             | 1:30,566                 | 175,298 km/h             | 09    |
| 10   | Jacques Laffite    | Ligier-Matra    | 1:31,593                 | 173,332 km/h             | 1:30,705                 | 175,029 km/h             | 10    |
| 11   | Gilles Villeneuve  | Ferrari         | 1:32,077                 | 172,421 km/h             | 1:31,115                 | 174,241 km/h             | 11    |
| 12   | Didier Pironi      | Ferrari         | 1:31,976                 | 172,610 km/h             | 1:31,350                 | 173,793 km/h             | 12    |
| 13   | Andrea de Cesaris  | McLaren-Ford    | 1:32,281                 | 172,040 km/h             | 1:31,507                 | 173,495 km/h             | 13    |
| 14   | Eddie Cheever      | Tyrrell-Ford    | 1:32,652                 | 171,351 km/h             | 1:31,547                 | 173,419 km/h             | 14    |
| 15   | Bruno Giacomelli   | Alfa Romeo      | 1:34,995                 | 167,125 km/h             | 1:31,600                 | 173,319 km/h             | 15    |
| 16   | Mario Andretti     | Alfa Romeo      | 1:32,648                 | 171,358 km/h             | 1:31,740                 | 173,054 km/h             | 16    |
| 17   | Patrick Tambay     | Ligier-Matra    | 1:31,747                 | 173,041 km/h             | 1:31,817                 | 172,909 km/h             | 17    |
| 18   | Riccardo Patrese   | Arrows-Ford     | 1:31,969                 | 172,623 km/h             | 1:32,277                 | 172,047 km/h             | 18    |
| 19   | Marc Surer         | Theodore-Ford   | 1:34,424                 | 168,135 km/h             | 1:32,253                 | 172,092 km/h             | 19    |
| 20   | Derek Daly         | March-Ford      | 1:35,552                 | 166,150 km/h             | 1:32,305                 | 171,995 km/h             | 20    |
| 21   | Slim Borgudd       | ATS-Ford        | 1:34,002                 | 168,890 km/h             | 1:32,652                 | 171,351 km/h             | 21    |
| 22   | Michele Alboreto   | Tyrrell-Ford    | 1:34,245                 | 168,455 km/h             | 1:32,709                 | 171,246 km/h             | 22    |
| 23   | Jean-Pierre Jarier | Osella-Ford     | 1:33,432                 | 169,920 km/h             | 1:33,643                 | 169,537 km/h             | 23    |
| 24   | Eliseo Salazar     | Ensign-Ford     | 1:36,016                 | 165,347 km/h             | 1:33,848                 | 169,167 km/h             | 24    |
| DNQ  | Keke Rosberg       | Fittipaldi-Ford | 1:34,634                 | 167,762 km/h             | 1:34,310                 | 168,338 km/h             | –     |
| DNQ  | Chico Serra        | Fittipaldi-Ford | 1:36,937                 | 163,776 km/h             | 1:36,546                 | 164,440 km/h             | –     |
| DNQ  | Brian Henton       | Toleman-Hart    | 1:40,505                 | 157,962 km/h             | 1:36,648                 | 164,266 km/h             | –     |
| DNQ  | Jacques Villeneuve | Arrows-Ford     | 1:36,720                 | 164,144 km/h             | 1:38,308                 | 161,492 km/h             | –     |
| DNQ  | Derek Warwick      | Toleman-Hart    | 1:36,999                 | 163,672 km/h             | 1:37,256                 | 163,239 km/h             | –     |
| DNQ  | Beppe Gabbiani     | Osella-Ford     | 1:37,493                 | 162,842 km/h             | 1:55,307                 | 137,685 km/h             | –     |

### Rennen
| Pos. | Fahrer             | Konstrukteur  | Runden | Stopps | Zeit       | Start | Schnellste Runde |
| ---- | ------------------ | ------------- | ------ | ------ | ---------- | ----- | ---------------- |
| 01   | Jacques Laffite    | Ligier-Matra  | 63     | 0      | 2:01:25,21 | 10    | 1:49,765         |
| 02   | John Watson        | McLaren-Ford  | 63     | 0      | + 6,23     | 09    | 1:49,475 (43.)   |
| 03   | Gilles Villeneuve  | Ferrari       | 63     | 0      | + 1:50,27  | 11    | 1:52,087         |
| 04   | Bruno Giacomelli   | Alfa Romeo    | 62     | 0      | + 1 Runde  | 15    | 1:51,490         |
| 05   | Nelson Piquet      | Brabham-Ford  | 62     | 0      | + 1 Runde  | 01    | 1:51,849         |
| 06   | Elio de Angelis    | Lotus-Ford    | 62     | 0      | + 1 Runde  | 07    | 1:51,927         |
| 07   | Mario Andretti     | Alfa Romeo    | 62     | 0      | + 1 Runde  | 16    | 1:52,580         |
| 08   | Derek Daly         | March-Ford    | 61     | 0      | + 2 Runden | 20    | 1:54,946         |
| 09   | Marc Surer         | Theodore-Ford | 61     | 0      | + 2 Runden | 19    | 1:51,020         |
| 10   | Carlos Reutemann   | Williams-Ford | 60     | 0      | + 3 Runden | 02    | 1:50,309         |
| 11   | Michele Alboreto   | Tyrrell-Ford  | 59     | 0      | + 4 Runden | 22    | 1:55,977         |
| 12   | Eddie Cheever      | Tyrrell-Ford  | 56     | 0      | DNF        | 14    | 1:53,994         |
| –    | Andrea de Cesaris  | McLaren-Ford  | 51     | 0      | DNF        | 13    | 1:50,762         |
| –    | Alain Prost        | Renault       | 48     | 0      | DNF        | 04    | 1:51,197         |
| –    | Nigel Mansell      | Lotus-Ford    | 45     | 1      | DNF        | 05    | 1:56,718         |
| –    | Slim Borgudd       | ATS-Ford      | 40     | 0      | DNF        | 21    | 1:54,794         |
| –    | Héctor Rebaque     | Brabham-Ford  | 35     | 3      | DNF        | 06    | 1:55,172         |
| –    | Jean-Pierre Jarier | Osella-Ford   | 26     | 0      | DNF        | 23    | 1:55,949         |
| –    | Didier Pironi      | Ferrari       | 24     | 0      | DNF        | 12    | 1:56,285         |
| –    | Alan Jones         | Williams-Ford | 24     | 1      | DNF        | 03    | 1:56,624         |
| –    | Eliseo Salazar     | Ensign-Ford   | 8      | 0      | DNF        | 24    | 2:03,264         |
| –    | Patrick Tambay     | Ligier-Matra  | 6      | 0      | DNF        | 17    | 1:59,888         |
| –    | Riccardo Patrese   | Arrows-Ford   | 6      | 1      | DNF        | 18    | 2:07,558         |
| –    | René Arnoux        | Renault       | 0      | 0      | DNF        | 08    | –                |

## WM-Stände nach dem Rennen
Die ersten sechs des Rennens bekamen 9, 6, 4, 3, 2 bzw. 1 Punkt(e). In der Fahrerwertung wurden die besten elf Resultate, in der Konstrukteurswertung alle Resultate gewertet.

### Fahrerwertung
| Pos. | Fahrer            | Konstrukteur                | Punkte |
| ---- | ----------------- | --------------------------- | ------ |
| 01   | Carlos Reutemann  | Williams-Ford               | 49     |
| 02   | Nelson Piquet     | Brabham-Ford                | 48     |
| 03   | Jacques Laffite   | Ligier-Matra                | 43     |
| 04   | Alan Jones        | Williams-Ford               | 37     |
| 05   | Alain Prost       | Renault                     | 37     |
| 06   | John Watson       | McLaren-Ford                | 27     |
| 07   | Gilles Villeneuve | Ferrari                     | 25     |
| 08   | Elio de Angelis   | Lotus-Ford                  | 14     |
| 09   | Héctor Rebaque    | Brabham-Ford                | 11     |
| 10   | René Arnoux       | Renault                     | 11     |
| 11   | Riccardo Patrese  | Arrows-Ford                 | 10     |
| 12   | Eddie Cheever     | Tyrrell-Ford                | 10     |
| 13   | Didier Pironi     | Ferrari                     | 9      |
| 14   | Nigel Mansell     | Lotus-Ford                  | 5      |
| 15   | Marc Surer        | Ensign-Ford / Theodore-Ford | 4      |
| 16   | Mario Andretti    | Alfa Romeo                  | 3      |
| 17   | Bruno Giacomelli  | Alfa Romeo                  | 3      |

| Pos. | Fahrer                | Konstrukteur                | Punkte |
| ---- | --------------------- | --------------------------- | ------ |
| 18   | Patrick Tambay        | Theodore-Ford / Ligier-Ford | 1      |
| 19   | Andrea de Cesaris     | McLaren-Ford                | 1      |
| 20   | Slim Borgudd          | ATS-Ford                    | 1      |
| 21   | Eliseo Salazar        | March-Ford / Ensign-Ford    | 1      |
| 22   | Jean-Pierre Jarier    | Ligier-Matra / Osella-Ford  | 0      |
| 23   | Derek Daly            | March-Ford                  | 0      |
| 24   | Siegfried Stohr       | Arrows-Ford                 | 0      |
| 25   | Chico Serra           | Fittipaldi-Ford             | 0      |
| 26   | Keke Rosberg          | Fittipaldi-Ford             | 0      |
| 27   | Michele Alboreto      | Tyrrell-Ford                | 0      |
| 28   | Brian Henton          | Toleman-Hart                | 0      |
| 29   | Jan Lammers           | ATS-Ford                    | 0      |
| 30   | Ricardo Zunino        | Tyrrell-Ford                | 0      |
| 31   | Piercarlo Ghinzani    | Osella-Ford                 | 0      |
| –    | Miguel Ángel Guerra   | Osella-Ford                 | 0      |
| –    | Beppe Gabbiani        | Osella-Ford                 | 0      |
| –    | Jean-Pierre Jabouille | Ligier-Matra                | 0      |

### Konstrukteurswertung
| Pos. | Konstrukteur  | Punkte |
| ---- | ------------- | ------ |
| 01   | Williams-Ford | 86     |
| 02   | Brabham-Ford  | 59     |
| 03   | Renault       | 48     |
| 04   | Ligier-Matra  | 43     |
| 05   | Ferrari       | 34     |
| 06   | McLaren-Ford  | 28     |
| 07   | Lotus-Ford    | 19     |
| 08   | Arrows-Ford   | 10     |
| 09   | Tyrrell-Ford  | 10     |

| Pos. | Konstrukteur    | Punkte |
| ---- | --------------- | ------ |
| 10   | Alfa Romeo      | 6      |
| 11   | Ensign-Ford     | 5      |
| 12   | Theodore-Ford   | 1      |
| 13   | ATS-Ford        | 1      |
| 14   | Fittipaldi-Ford | 0      |
| 15   | Osella-Ford     | 0      |
| 16   | March-Ford      | 0      |
| 17   | Toleman-Hart    | 0      |